# Diema DEF 150
Die Baureihe Diema DEF 150 sind dieselhydraulische Lokomotiven, die seit 2013 bei der Zillertalbahn eingesetzt werden.
Die beiden Loks wurden 1991 von der Diepholzer Maschinenfabrik Fritz Schöttler (DIEMA) gebaut und an die Zementfabrik K. Hürlimann Söhne AG, Brunnen SZ, geliefert und auf deren Werkbahn zwischen dem Steinbruch Unterschönenbuch und dem Zementwerk Brunnen eingesetzt. Aufgrund der Firmenschließung wurden die Lokomotiven mit ihren Steuerwagen überflüssig und gingen 2009 an einen Zwischenhändler. Um 2010 wurden die beiden Lokomotiven an die Zillertalbahn verkauft.
Die Diesellokomotiven besitzen ein dieselhydraulisches Getriebe und einen Motor OM 412A der Firma Mercedes-Benz. Als Lokbremse dient eine indirekte Druckluftbremse mit Gussklötzen. Sie besitzt außerdem eine elektrisch-pneumatisch betriebene Sandung. Eine Sicherheitsfahrschaltung ist nicht vorhanden. Die zulässige Höchstgeschwindigkeit beträgt 20 km/h. Zu den Lokomotiven gibt es passende Steuerwagen.